# Lucía Topolansky

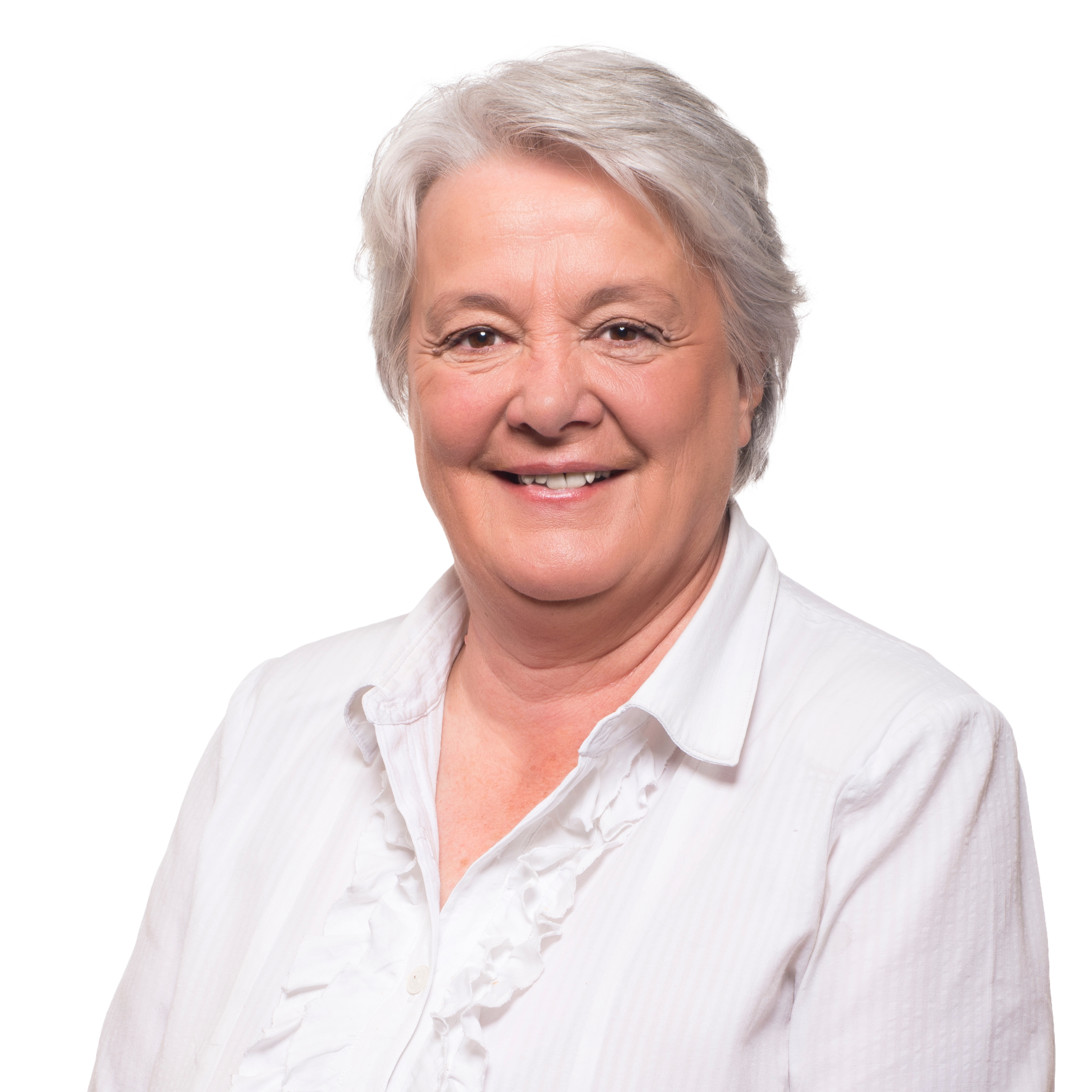
Lucia Topolansky, 2017

Lucía Topolansky Saavedra (Montevideo, 25 september 1944) is een Uruguayaanse politica. Op dit moment is zij senator. Tussen september 2017 en maart 2020 was zij de eerste vrouwelijke vicepresident van Uruguay, dienende onder het presidentschap van Tabaré Vázquez. Beiden zijn lid van de politieke partij Frente Amplio (Breed Front).

## Biografie
De moeder van Topolansky kwam uit een welgestelde Uruguayaanse familie, terwijl haar vader van Poolse afkomst was. Zij heeft een tweelingzus: María Elia. Na de middelbare school begon Topolansky een architectuurstudie die ze afbrak om zich aan te sluiten bij de Nationale Bevrijdingsbeweging (Spaans: Movimiento de Liberación Nacional - MLN), ook bekend als de Tupamaros, een guerrillabeweging die als doel had om de macht te breken van de traditionele politieke partijen in Uruguay die al decennia lang om beurten de macht uitoefenden in het land. Het optreden van de MLN stuitte vanaf 1968 op toenemende repressie van de kant van de traditionele politiek, en leidde in 1973 tot het opschorten van de democratie door president Bordaberry. Aanhangers van de MLN kwamen in de gevangenis terecht en werden gemarteld door het leger. Topolansky werd in 1970 gevangen gezet, maar wist na verloop van tijd te ontsnappen. In 1972 werd ze opnieuw vastgezet, ditmaal tot het einde van de dictatuur in 1985.
Direct na haar vrijlating hielp ze de Volksparticipatiebeweging (Spaans: Movimiento de Participación Popular - MPP) op te richten, die zich bij het Breed Front (Spaans: Frente Amplio) van progressieve partijen aansloot. Topolansky werd een van de leiders van de MPP. Van 2000 tot 2005 was ze namens de partij actief als afgevaardigde voor Montevideo en werd aansluitend, voor meerdere zittingsperioden, senator.
Op 13 september 2017 werd ze benoemd tot vicepresident van Uruguay, als opvolger van de afgetreden Raul Sendic. Ze behield deze functie gedurende het restant van de ambtstermijn, die tot maart 2020 duurde.
Topolansky is sinds 2005 getrouwd met José Mujica, die van 2010 tot 2015 president van Uruguay was. In deze periode was Topolansky zodoende first lady.